# Ognjen Kuzmić
Ognjen Kuzmić (in serbo Огњен Кузмић?; Doboj, 16 maggio 1990) è un cestista serbo.

## Carriera
In passato ha militato in Bosnia, in Finlandia, in Spagna, in NBA (dove nel 2015 ha vinto un anello con i Golden State Warriors che lo scelsero come 52ª chiamata al Draft NBA 2012), in D-League (con i Santa Cruz Warriors, club affiliato ai Golden State Warriors, con cui vinse la D-League nel 2015) e in Grecia (con il Panathinaikos con cui vinse la Coppa di Grecia nel 2016). È soprannominato la giraffa.

## Statistiche
| † | Denota una stagione in cui ha vinto il titolo |

### NBA

#### Regular Season
| Anno       | Squadra       | PG | PT | MP  | TC%  | 3P% | TL%  | RP  | AP  | PRP | SP  | PP  |
| ---------- | ------------- | -- | -- | --- | ---- | --- | ---- | --- | --- | --- | --- | --- |
| 2013-2014  | G.S. Warriors | 21 | 0  | 4,4 | 38,5 | 0,0 | 45,5 | 1,0 | 0,1 | 0,1 | 0,2 | 0,7 |
| 2014-2015† | G.S. Warriors | 16 | 0  | 4,5 | 66,7 | 0,0 | 0,0  | 1,1 | 0,4 | 0,1 | 0,1 | 1,3 |
| Carriera   | Carriera      | 37 | 0  | 4,4 | 52,0 | 0,0 | 60,0 | 1,0 | 0,2 | 0,1 | 0,1 | 0,9 |

#### Play-off
| Anno     | Squadra       | PG | PT | MP  | TC% | 3P% | TL% | RP  | AP  | PRP | SP  | PP  |
| -------- | ------------- | -- | -- | --- | --- | --- | --- | --- | --- | --- | --- | --- |
| 2014     | G.S. Warriors | 3  | 0  | 2,7 | 0,0 | 0,0 | 0,0 | 1,3 | 0,0 | 0,0 | 0,0 | 0,0 |
| Carriera | Carriera      | 3  | 0  | 2,7 | 0,0 | 0,0 | 0,0 | 1,3 | 0,0 | 0,0 | 0,0 | 0,0 |

### Eurolega
| Anno      | Squadra       | PG  | PT  | MP   | TC%  | 3P% | TL%  | RP  | AP  | PRP | SP  | PP  |
| --------- | ------------- | --- | --- | ---- | ---- | --- | ---- | --- | --- | --- | --- | --- |
| 2015-2016 | Panathīnaïkos | 25  | 18  | 13,8 | 48,0 | -   | 68,2 | 4,1 | 0,3 | 0,4 | 0,3 | 5,1 |
| 2016-2017 | Stella Rossa  | 30  | 30  | 20,7 | 54,9 | -   | 70,7 | 7,0 | 1,0 | 1,0 | 0,6 | 9,4 |
| 2017-2018 | Real Madrid   | 2   | 0   | 4,8  | 33,3 | -   | -    | 2,0 | 0,0 | 0,0 | 0,0 | 1,0 |
| 2018-2019 | Real Madrid   | 5   | 1   | 6,8  | 36,4 | -   | 60,0 | 2,6 | 0,0 | 0,2 | 0,4 | 2,2 |
| 2019-2020 | Stella Rossa  | 19  | 16  | 12,9 | 62,0 | -   | 81,3 | 3,5 | 0,6 | 0,2 | 0,2 | 3,9 |
| 2020-2021 | Stella Rossa  | 32  | 25  | 13,9 | 54,4 | -   | 64,1 | 3,9 | 0,2 | 0,3 | 0,3 | 3,8 |
| 2021-2022 | Stella Rossa  | 33  | 29  | 17,6 | 56,7 | -   | 60,0 | 5,1 | 0,4 | 0,5 | 0,3 | 5,4 |
| 2022-2023 | Stella Rossa  | 21  | 16  | 9,3  | 71,1 | -   | 60,0 | 2,4 | 0,4 | 0,2 | 0,1 | 3,0 |
| 2023-2024 | Stella Rossa  | 3   | 1   | 6,8  | 0,0  | -   | -    | 2,3 | 1,7 | 0,0 | 0,3 | 0,0 |
| Carriera  | Carriera      | 170 | 136 | 14,7 | 54,8 | -   | 66,8 | 4,4 | 0,5 | 0,5 | 0,3 | 5,1 |

## Palmarès

### Squadra
- Campionato NBA: 1

Golden State Warriors: 2015
- Campione NBDL (2015)
- Campionato serbo: 4

Stella Rossa: 2016-2017, 2020-2021, 2021-2022, 2022-2023
- Campionato spagnolo: 2

Real Madrid: 2017-2018, 2018-2019
- Coppa di Grecia: 1

Panathinaikos: 2015-2016
- Coppa di Serbia: 4

Stella Rossa: 2017, 2021, 2022, 2023
- Supercoppa spagnola: 1

Real Madrid: 2018
- Lega Adriatica: 2

Stella Rossa: 2016-2017, 2020-2021
- Eurolega: 1

Real Madrid: 2017-2018

### Individuale
- Miglior rimbalzista NBDL (2014)
- All-NBDL All-Defensive Third Team (2015)